# Гудение, свист, звон и гул
Гудение, свист, звон и гул (англ. Toot, Whistle, Plunk and Boom) — короткометражный анимационный фильм, снятый Walt Disney Productions и выпущенный в прокат киностудией Buena Vista Distribution Co. Inc. 10 ноября 1953 года.
Первый мультфильм Диснея, снятый и выпущенный в широкоэкранном киноскопе, получил Оскар 1954 года за лучший короткометражный фильм (мультипликация). В 1994 году занял 29-е место в списке 50 лучших мультфильмов всех времен.
Мультфильмы «Мелодия» (1953) и «Гудение, свист, звон и гул» вошли в серию фильмов о музыкальных инструментах.

## Сюжет
История музыки на протяжении веков, от доисторического человека до современного симфонического оркестра.

## Озвучивание
- The Mellomen — Вокальная группа
- Лоули Жан Норман — Пенелопа Пинфезер
- Чарли Парлато — Хор
- Билл Томпсон — Профессор Филин / Берти Птичий мозг
- Глория Вуд — Сьюзи Воробей

## Создатели
- Режиссеры: Уорд Кимбалл, Чарльз А. Николс
- Сценарист: Дик Хьюмер
- Продюсер: Уолт Дисней
- Композитор: Джозеф Дубин
- Арт-директор: Кендалл О’коннор
- Художественный отдел: Виктор Хабуш
- Аниматоры: Ксавье Атенсио, Марк Дэвис, Эйвинд Эрл, Уорд Кимбалл, Том Орб, Арт Стивенс, Джулиус Свендсен, Генри Танус, Джон Уилсон

## Награды
- 1955 — Премия «Silver Seashell» лучший короткометражный фильм с использованием цвета (Том Орб)[1]
- 1954 — Премия «Оскар» за лучший анимационный короткометражный фильм (Уолт Дисней)